# Репаш
46°09′ пн. ш. 17°04′ сх. д. / 46.15° пн. ш. 17.06° сх. д.
Репаш (хорв. Repaš) — населений пункт у Хорватії, в Копривницько-Крижевецькій жупанії у складі громади Молве.

## Населення
Населення за даними перепису 2011 року становило 468 осіб.
Динаміка чисельності населення поселення: